# Otto Kretschmer
Pour les articles homonymes, voir Kretschmer.
Otto Kretschmer, dit « Otto le Taciturne » (allemand : Otto der Schweigsame), né le 1er mai 1912 à Heidau et mort le 5 août 1998 à Straubing en Bavière, est un officier de la marine allemande.
En tant que commandant de U-Boot lors de la bataille de l'Atlantique de la Seconde guerre mondiale, il torpille 56 navires, record de toute la guerre.
Capturé en 1941, il est emprisonné au Canada. Libéré en 1947, il est réincorporé dans la Bundesmarine, lorsque la marine de l'Allemagne de l'Ouest est créée en janvier 1956. Il termine sa carrière en tant que Flottillenadmiral.

## Biographie
Avant ses 17 ans, Otto Kretschmer commence sa carrière navale. Il passe huit mois à Exeter, Angleterre où il apprend l'anglais. Début avril 1930, il suit la formation d'officier, passant trois mois sur le bateau école Niobe et un peu plus d'une année sur le croiseur léger Emden.
En décembre 1934, il sert sur le croiseur léger Köln, et en janvier 1936, il est transféré dans les U-Boot. Il reçoit une formation en tant qu'officier de sous-marins. Son premier commandement est sur le U-35 et il participe à une patrouille dans les eaux espagnoles en 1937 pendant la guerre d'Espagne.
En septembre 1937, il quitte le U-35 et prend le commandement du U-23 de type II. Après le déclenchement de la guerre en septembre 1939, il obtient ses premiers succès à bord du U-23 lors de patrouilles en mer du Nord le long des côtes anglaises et écossaises.
En novembre 1939, il pose neuf mines à Moray Firth, Écosse. Le 12 janvier 1940, il obtient son premier grand succès en coulant le pétrolier danois Danmark (10 517 tonnes).
Juste un mois plus tard, il coule le destroyer anglais HMS Daring (1 375 tonnes).

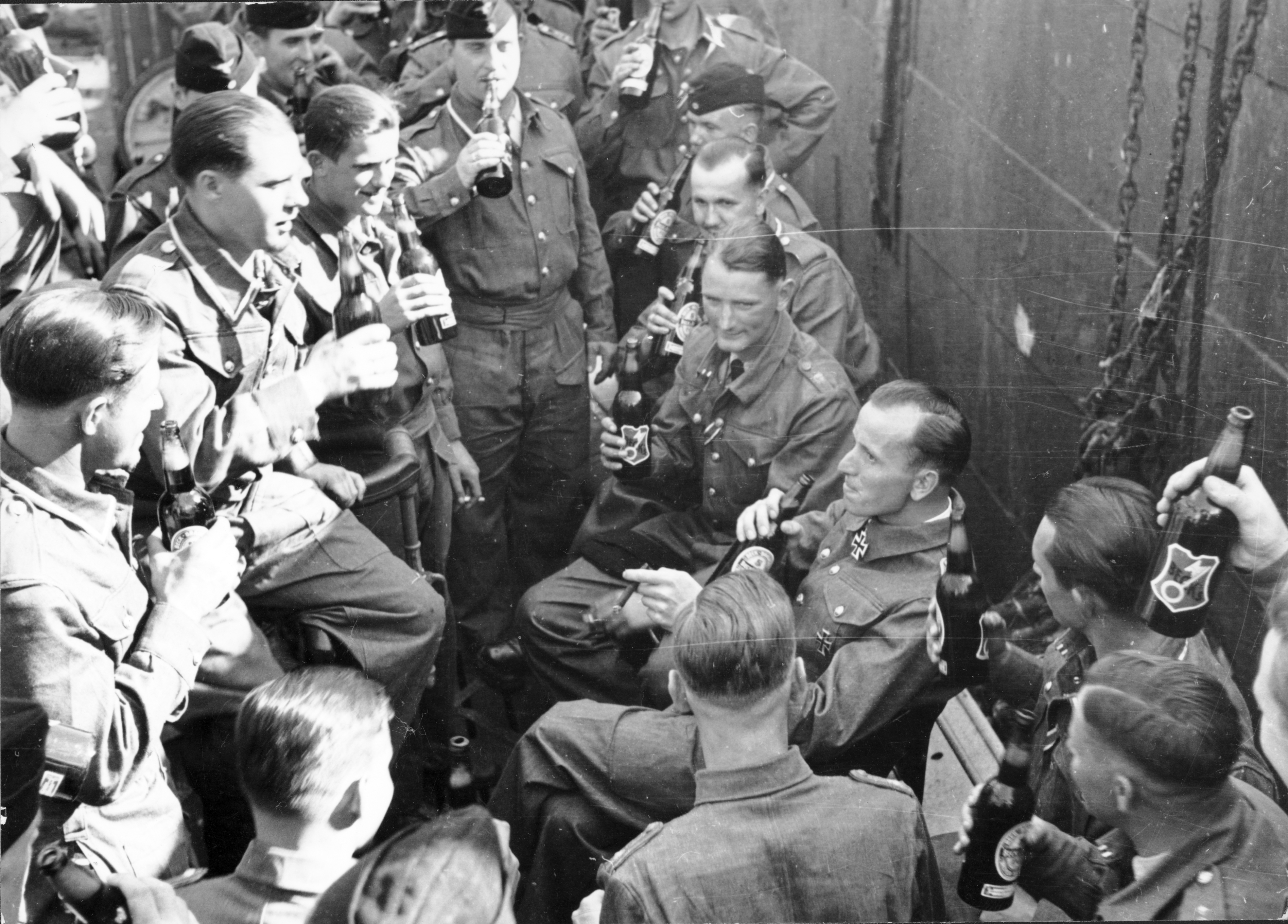
Kretschmer fête sa croix de chevalier de la croix de fer avec son équipage du U-99, dans un port français en août 1940.

Il quitte le U-23 en avril 1940 et le même mois, il prend le commandement du U-99. Après deux mois d'entrainement, le U-99 quitte Kiel pour sa première patrouille en juin 1940. Lors des patrouilles suivantes, Otto Kretschmer devient célèbre sur ce sous-marin par ses attaques nocturnes en surface contre les convois, et sa devise « Une torpille... un navire » est créée.
En novembre 1940, il coule trois croiseurs commerciaux armés britanniques : les Laurentic (18 724 tonnes), Patroclus (11 314 tonnes) et Forfar (16 402 tonnes) pour un total de plus de 46 000 tonnes. À cette époque, « Otto le Taciturne » devient le « roi du tonnage » parmi les sous-mariniers et il n'est ensuite jamais détrôné. 
Lors de sa dernière patrouille, il connaît une belle réussite et attaque dix navires. Il est capturé après avoir sabordé le U-99 le 17 mars 1941 à 3 h 43 au sud-est de l'Islande - position approximative 61N, 12W - après avoir été endommagé par des charges de profondeurs lancées par le destroyer britannique HMS Walker (en). Schepke disparaît lors de la même bataille. Kretschmer parvient à faire surface et sauve 40 de ses 43 hommes d'équipage (l'officier mécanicien meurt) avant que le sous-marin ne coule. 
Après sa capture, il passe plus de six ans et demi en captivité dont quatre ans au camp 30 situé au Canada (aussi appelé camp Bowmanville (en)). En décembre 1947, on l'autorise à revenir en Allemagne.

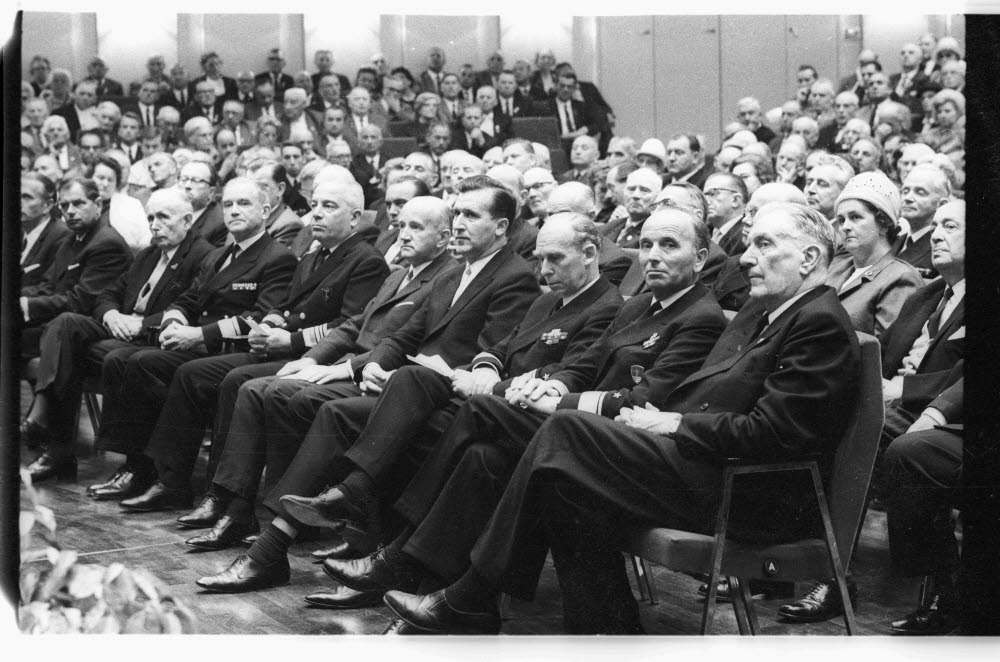
Juin 1966, Kretschmer en uniforme de Flottillenadmiral, le deuxième à partir de la droite, lors d'une réunion de l'Amicale des marins allemands.

En décembre 1955, Otto Kretschmer rejoint la Bundesmarine, qui est officiellement créée en janvier 1956. En 1957, il prend le commandement de la 1. Geleitgeschwader (1re escadre d'escorte). En novembre 1958, il devient le commandant de l’Amphibische Streitkräfte (Force amphibie). Début 1962, il occupe divers postes au sein de l'état-major avant de devenir chef d'état-major du commandement de l'OTAN des approches de la Baltique (COMNAVBALTAP) en mai 1965. Fonction qu'il occupe durant quatre ans. Il prend sa retraite en septembre 1970 avec le grade de Flottillenadmiral.
Lors de vacances durant l'été 1998, Otto Kretschmer participe à une croisière sur le Danube pour fêter ses cinquante ans de mariage. Le 2 août à Straubing en Bavière orientale, il chute d'une passerelle et se blesse gravement à la tête. Il meurt trois jours plus tard à l'hôpital, âgé de 86 ans. Il est incinéré et ses cendres sont dispersées en mer du Nord.

## Carrière

### Promotions
- 1er avril 1930 - entrée dans la Reichsmarine
- 9 octobre 1930 - Seekadett
- 1er janvier 1932 - Fähnrich zur See
- 1er avril 1934 - Oberfähnrich zur See
- 1er octobre 1934 - Leutnant zur See
- 1er juin 1936 - Oberleutnant zur See dans la Kriegsmarine
- 1er juin 1939 - Kapitänleutnant
- 19 mars 1941 - Korvettenkapitän
- 1er septembre 1944 - Fregattenkapitän
- 1er décembre 1955 - incorporation dans la Bundesmarine avec le rang de Fregattenkapitän
- 12 décembre 1958 - Kapitän zur See
- 15 décembre 1965 - Flottillenadmiral

### Décorations

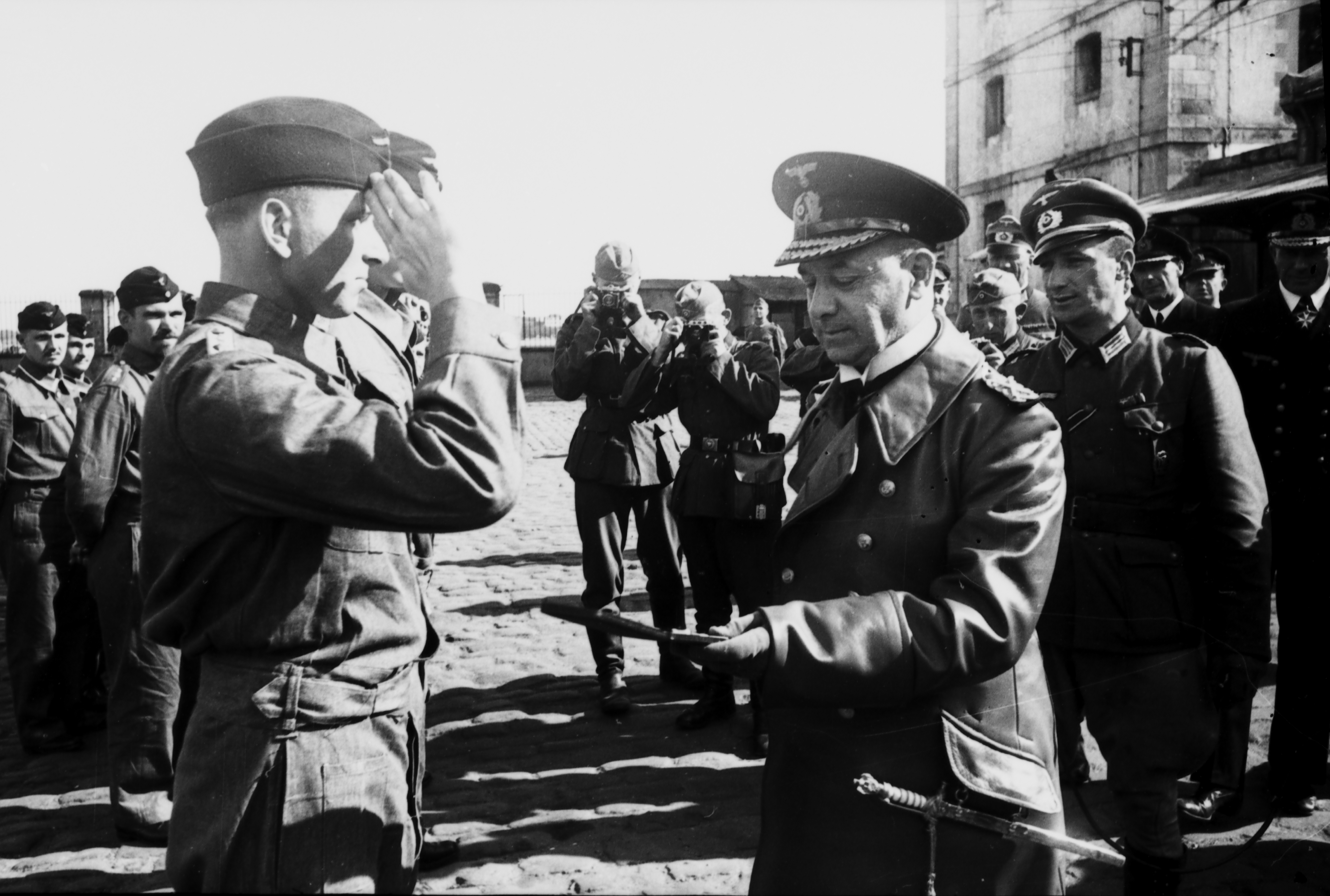
France, août 1940, Kretschmer reçoit sa croix de chevalier de la croix de fer des mains du Großadmiral Erich Raeder, le commandant en chef de la Kriegsmarine.

- Médaille de service de longue durée de la Wehrmacht 4e classe (2 octobre 1936)[2]
- Médaille de Memel (26 octobre 1939)[2]
- Croix de fer (1939)
  - 2e classe (17 octobre 1939)[2]
  - 1re classe (17 décembre 1939)[2]
- Insigne de combat des U-Boote (1939) (9 novembre 1939)[2]
- Croix de chevalier de la croix de fer avec feuilles de chêne et glaives
  - Croix de chevalier le 4 août 1940 en tant que Kapitänleutnant et commandant du U-99[3]
  - 6e feuilles de chêne le 4 novembre 1940 en tant que Kapitänleutnant et commandant du U-99[3]
  - 5e glaives le 26 décembre 1941 en tant que Korvettenkapitän et ex-commandant du U-99[3]
- Mentionné 5 fois dans la revue Wehrmachtbericht

### Patrouilles
|       | U-Boot | Départ            | Départ        | Arrivée           | Arrivée       | Durée     | Tonnes coulées |
| ----- | ------ | ----------------- | ------------- | ----------------- | ------------- | --------- | -------------- |
| 1     | U-23   | 25 août 1939      | Wilhelmshaven | 4 septembre 1939  | Wilhelmshaven | 11 jours  |                |
| 2     | U-23   | 9 septembre 1939  | Wilhelmshaven | 21 septembre 1939 | Kiel          | 13 jours  |                |
| 3     | U-23   | 29 septembre 1939 | Kiel          | 30 septembre 1939 | Wilhelmshaven | 2 jours   |                |
| 4     | U-23   | 1er octobre 1939  | Wilhelmshaven | 16 octobre 1939   | Kiel          | 16 jours  | 876            |
| 5     | U-23   | 1er novembre 1939 | Kiel          | 9 novembre 1939   | Kiel          | 9 jours   |                |
| 6     | U-23   | 5 décembre 1939   | Kiel          | 15 décembre 1939  | Kiel          | 11 jours  | 2 400          |
| 7     | U-23   | 8 janvier 1940    | Kiel          | 15 janvier 1940   | Wilhelmshaven | 8 jours   | 11 667         |
| 8     | U-23   | 18 janvier 1940   | Wilhelmshaven | 29 janvier 1940   | Wilhelmshaven | 12 jours  | 1 085          |
| 9     | U-23   | 9 février 1940    | Wilhelmshaven | 25 février 1940   | Wilhelmshaven | 17 jours  | 11 596         |
| 10    | U-23   | 26 février 1940   | Wilhelmshaven | 28 février 1940   | Kiel          | 3 jours   |                |
| 11    | U-99   | 18 juin 1940      | Kiel          | 25 juin 1940      | Wilhelmshaven | 8 jours   |                |
| 12    | U-99   | 27 juin 1940      | Wilhelmshaven | 21 juin 1940      | Lorient       | 25 jours  | 22 719         |
| 13    | U-99   | 25 juillet 1940   | Lorient       | 5 août 1940       | Lorient       | 12 jours  | 57 890         |
| 14    | U-99   | 4 septembre 1940  | Lorient       | 25 septembre 1940 | Lorient       | 22 jours  | 2 592          |
| 15    | U-99   | 13 octobre 1940   | Lorient       | 22 octobre 1940   | Lorient       | 10 jours  | 30 502         |
| 16    | U-99   | 30 octobre 1940   | Lorient       | 8 novembre 1940   | Lorient       | 10 jours  | 42 407         |
| 17    | U-99   | 27 novembre 1940  | Lorient       | 12 décembre 1940  | Lorient       | 16 jours  | 34 291         |
| 18    | U-99   | 22 février 1941   | Lorient       | 17 mars 1941      | Coulé         | 24 jours  | 71 025         |
| Total | Total  | Total             | Total         | Total             | Total         | 224 jours | 312 383 t      |

### Succès
- 40 navires coulés pour un total de 208 954 tonneaux
- 3 navires de guerre auxiliaires coulés pour un total de 46 440 tonneaux
- 1 navire de guerre auxiliaire coulé pour un total de 1 375 tonnes
- 1 navire coulé pour un total de 2 136 tonneaux
- 5 navires endommagés pour un total de 37 965 tonneaux
- 2 navires non réparables pour un total de 15 513 tonneaux

| Date              | U-Boot | Nom du navire              | Tonnes    | Nationalité     |
| ----------------- | ------ | -------------------------- | --------- | --------------- |
| 4 octobre 1939    | U-23   | Glen Farg                  | 876       | Grande-Bretagne |
| 8 décembre 1939   | U-23   | Scotia                     | 2 400     | Danemark        |
| 11 janvier 1940   | U-23   | Fredville                  | 1 150     | Norvège         |
| 12 janvier 1940   | U-23   | Danmark (non réparable)    | 10 517    | Danemark        |
| 24 janvier 1940   | U-23   | Varild                     | 1 085     | Norvège         |
| 18 février 1940   | U-23   | HMS Daring (H 16)          | 1 375     | Grande-Bretagne |
| 19 février 1940   | U-23   | Tiberton                   | 5 225     | Grande-Bretagne |
| 22 février 1940   | U-23   | Loch Maddy (non réparable) | 4 996     | Grande-Bretagne |
| 5 juillet 1940    | U-99   | Magog                      | 2 053     | Canada          |
| 7 juillet 1940    | U-99   | Bissen                     | 1 514     | Suède           |
| 7 juillet 1940    | U-99   | Sea Glory                  | 1 964     | Grande-Bretagne |
| 8 juillet 1940    | U-99   | Humber Arm                 | 5 758     | Grande-Bretagne |
| 12 juillet 1940   | U-99   | Ia                         | 4 860     | Grèce           |
| 12 juillet 1940   | U-99   | Merisaar (capturé)         | 2 136     | Estonie         |
| 18 juillet 1940   | U-99   | Woodbury                   | 4 434     | Grande-Bretagne |
| 28 juillet 1940   | U-99   | Auckland Star              | 13 212    | Grande-Bretagne |
| 29 juillet 1940   | U-99   | Clan Menzies               | 7 336     | Grande-Bretagne |
| 31 juillet 1940   | U-99   | Jamaica Progress           | 5 475     | Grande-Bretagne |
| 31 juillet 1940   | U-99   | Jersey City                | 6 322     | Grande-Bretagne |
| 2 août 1940       | U-99   | Alexia (danificado)        | 8 016     | Grande-Bretagne |
| 2 août 1940       | U-99   | Lucerna (danificado)       | 6 556     | Grande-Bretagne |
| 2 août 1940       | U-99   | Strinda (danificado)       | 10 973    | Norvège         |
| 11 septembre 1940 | U-99   | Albionic                   | 2 468     | Grande-Bretagne |
| 15 septembre 1940 | U-99   | Kenordoc                   | 1 780     | Canada          |
| 16 septembre 1940 | U-99   | Lotos                      | 1 327     | Norvège         |
| 17 septembre 1940 | U-99   | Crown Arun                 | 2 372     | Grande-Bretagne |
| 21 septembre 1940 | U-99   | Baron Blythswood           | 3 668     | Grande-Bretagne |
| 21 septembre 1940 | U-99   | Elmbank                    | 5 156     | Grande-Bretagne |
| 21 septembre 1940 | U-99   | Invershannon               | 9 154     | Grande-Bretagne |
| 18 octobre 1940   | U-99   | Empire Miniver             | 6 055     | Grande-Bretagne |
| 18 octobre 1940   | U-99   | Fiscus                     | 4 815     | Grande-Bretagne |
| 18 octobre 1940   | U-99   | Niritos                    | 3 854     | Grèce           |
| 19 octobre 1940   | U-99   | Clintonia (danificado)     | 3 106     | Grande-Bretagne |
| 19 octobre 1940   | U-99   | Empire Brigade             | 5 154     | Grande-Bretagne |
| 19 octobre 1940   | U-99   | Snefjeld                   | 1 643     | Norvège         |
| 19 octobre 1940   | U-99   | Thalia                     | 5 875     | Grèce           |
| 3 novembre 1940   | U-99   | Casanare                   | 5 376     | Grande-Bretagne |
| 3 novembre 1940   | U-99   | HMS Laurentic (F 51)       | 18 724    | Grande-Bretagne |
| 4 novembre 1940   | U-99   | HMS Patroclus              | 11 314    | Grande-Bretagne |
| 5 novembre 1940   | U-99   | Scottish Maiden            | 6 993     | Grande-Bretagne |
| 2 décembre 1940   | U-99   | HMS Forfar (F 30)          | 16 402    | Grande-Bretagne |
| 2 décembre 1940   | U-99   | Samnanger                  | 4 276     | Norvège         |
| 3 décembre 1940   | U-99   | Conch                      | 8 376     | Grande-Bretagne |
| 7 décembre 1940   | U-99   | Farmsum                    | 5 237     | Pays-Bas        |
| 7 mars 1941       | U-99   | Athelbeach                 | 6 568     | Grande-Bretagne |
| 7 mars 1941       | U-99   | Terje Viken                | 20 638    | Grande-Bretagne |
| 16 mars 1941      | U-99   | Beduin                     | 8 136     | Norvège         |
| 16 mars 1941      | U-99   | Ferm                       | 6 593     | Norvège         |
| 16 mars 1941      | U-99   | Franche Comte (danificado) | 9 314     | Grande-Bretagne |
| 16 mars 1941      | U-99   | J.B. White                 | 7 375     | Canada          |
| 16 mars 1941      | U-99   | Korshamn                   | 6 673     | Suède           |
| 16 mars 1941      | U-99   | Venetia                    | 5 728     | Grande-Bretagne |
| Total             | Total  | Total                      | 312 383 t |                 |